# Adelaida II, abadessa de Quedlinburg
Adelaida II (alemany: Adelheid II; 1045 – 11 de gener de 1096, membre de la dinastia Sàlica, va ser abadessa de Gandersheim des del 1061 i de Quedlinburg des del 1063 fins a la seva mort.

## Biografia
Adelaide va néixer el setembre del 1045, probablement al palau imperial de Goslar, com a primogènita del rei Enric III d'Alemanya (1016-1056) i de la princesa francesa Agnès de Poitou (c. 1025-1077). Enric havia esperat en va un hereu masculí al tron; inestable, la parella reial es va dirigir per a la seva coronació de mans del papa Climent II a Roma l'any següent. No va ser fins al 1050 quan va néixer un fill, el futur Enric IV, nascut amb gran alleujament dels seus pares. El pare d'Adelaide va morir el 1056, deixant els seus fills sota la regència de l'emperadriu vídua.
Del primer matrimoni d'Enric amb la princesa Gunilda de Dinamarca, Adelaida tenia una germanastra més gran, Beatriu (1037-1061), a la qual va succeir posteriorment a les seves tasques: en 1061, va ser triada successora de Beatriu com a abadessa imperial de Gandersheim. Dos anys més tard, Adelaida va succeir a la seva germana com a princesa-abadesa de Quedlinburg. Possiblement va prendre els vots a la catedral de Goslar per la Pentacosta de 1063, assistint a la violenta disputa de precedència. Va governar ambdues abadies com a Adelaida II.
A Gandersheim, ja el nomenament de Beatriu el 1043 (a l'edat de set anys) pel rei Enric III havia causat problemes amb les canongesses insistint en la seva autonomia i els seus drets electorals. La causa va acabar en mans del papa Esteve IX, que va decidir que alguns feus de Gandersheim no havien de ser arrendats per l'abadessa, però, el conflicte es va tornar a estrènyer durant la incursió d'Adelheid. Segons el cronista medieval Lambert d'Hersfeld, la Colegiata de Quedlinburg de St. Servatius va cremar el 1070 i va haver de ser reconstruïda. De la mateixa manera, es va iniciar un gran incendi a Gandersheim el 1081 i va destruir l'abadia, per la qual cosa va tenir els fonaments reconstruïts. El 1071, Adelaida va estar present a la consagració de la catedral d'Halberstadt celebrada pel bisbe Burchard II.
Igual que la seva mitja germana i predecessora, va romandre com un suport fidedigne de la llei Sàlica i va recolzar al seu germà Enric IV durant la llarga controvèrsia de la investidura amb el Papa Gregori VII, així com a la Rebel·lió saxona que esclatà el 1073, mentre que Bru el Saxó acusà Enric d'haver fet que els seus esbirros violessin la seva germana. El 1088, el germà d'Adelaida va usar l'abadia de Quedlinburg per a un judici contra el rebel Egbert II de Meissen, qui sense èxit va assetjar el convent; segons informes de Bernold de Constança, Adelaida també va estar involucrada en l'assassinat d'Egbert dos anys més tard.
Adelheid va morir l'11 de gener de 1096 a l'abadia de Quedlinburg, on va ser enterrada a la col·legiata juntament amb les seves predecessores Adelaida I i Beatriu. La seva neboda Agnès, filla de la seva germana Judit de Suàbia, la va succeir com a abadessa de Gandersheim i Quedlinburg l'any 1110/11.